# Mizuho Ōta
Mizuho Ōta (太田 水穂, Ōta Mizuho, 9 décembre 1876 – 1er janvier 1955) est le nom de plume de Teiichi Ōta (太田 貞一, Ōta Teiichi), poète japonais et professeur de littérature japonaise, actif au cours de l'ère Shōwa. Il emploie à l'occasion un autre nom d'auteur, Mizuhonoya.

## Jeunesse
Ōta naît dans le district de Chikuma de la préfecture de Nagano qui fait à présent partie de la ville de Shiojiri. Tandis qu'il est encore étudiant à l'école normale de Nagano (aujourd'hui université Shinshū), il apprend seul les bases de la poésie japonaise traditionnelle en étudiant les classiques de la littérature japonaise ancienne tels que le Man'yōshū et le Kokinshū, Quand il commence à écrire sa propre poésie et qu'il réussit à la faire publier dans la prestigieuse revue littéraire Bungakukai, cela suffit à lui faire comprendre qu'envisager une vie de poète professionnel est irréaliste.

## Carrière littéraire
Diplômé d'un certificat d'enseignement de l'université, il est engagé par l'école supérieure pour filles de Matsumoto. Ses intérêts littéraires deviennent un passe-temps, et il fonde avec des amis et des étudiants un cercle de poésie waka appelé Kono-hana Kai. Ce club produit les anthologies waka Tsuyukusa (« Fleur de rosée ») en 1903 et Sanjo Kojo (« Sur la montagne, sur le lac ») en 1906, qui apportent une large reconnaissance à Ōta, bien qu'il ne soit que coauteur. 
En 1909, Ōta s'installe à Tokyo où il est engagé par l'école d'odontologie comme professeur d'éthique. Il épouse une ancienne étudiante, la poétesse Mitsuko Shiga en 1910 et tous deux poursuivent leurs activités créatives, tout en gagnant leur vie comme enseignants. En tant qu'admirateur de l’œuvre de Matsuo Basho, Ōta fonde en 1915 la revue littéraire de poésie tanka, Chōon pour faire connaître ses recherches et progressivement se détourne de l'écriture de ses propres poésie vers l'écriture relative à la théorie tanka et ses recherches sur les classiques japonais. La philosophie de Ōta est que la poésie doit être essentiellement symbolique, et il se prononce fermement contre la tendance au réalisme manifestée par les poètes japonais modernes. Ses anthologies waka comprennent Unchō (« Oiseau du nuage »), Fuyuna (« Verdure d'hiver »), Raden (« Incrustation de perles ») et Ryu-o (« Fauvette de buisson »), écrits dans un style qui perpétue les traditions lyriques de la poésie waka classique.
À partir de 1934, Ōta vit retiré dans une chaumière à Kamakura, préfecture de Kanagawa et quitte Tokyo en 1939 pour s'y installer définitivement jusqu'à sa mort. Sa tombe se trouve au Tōkei-ji de Kamakura.

## Recueils (sélection)
- Unchō (雲鳥), wakas
- Fuyuna (冬菜), wakas
- Raden (螺鈿), wakas
- Ryūō (流鴬), wakas

## Source de la traduction
- (en) Cet article est partiellement ou en totalité issu de l’article de Wikipédia en anglais intitulé « Mizuho Ōta » (voir la liste des auteurs).